# Thiago Araújo
Thiago Araújo (Belém, 20 de setembro de 1992) é um empresário e político brasileiro, filiado ao Republicanos. Foi vereador do município de Belém e atualmente é deputado estadual do Pará. 
Foi eleito vereador de Belém em 2012 e deputado estadual em 2014, sendo reeleito em 2018 e 2022. Foi o parlamentar mais jovem em todas as legislaturas. Concorreu à prefeitura de Belém na eleição municipal em 2020 pelo Cidadania, com o apoio do PSDB do prefeito Zenaldo Coutinho. Também foi candidato a prefeito nas eleições de 2024, pelo Republicanos.

## Desempenho em eleições
| Ano  | Eleição            | Coligação                                                                               | Partido      | Candidato a       | Votos          | Resultado  |
| ---- | ------------------ | --------------------------------------------------------------------------------------- | ------------ | ----------------- | -------------- | ---------- |
| 2012 | Municipal de Belém | Frente popular Belém tem Jeito (PPS / DEM)                                              | PPS          | Vereador          | 7.895 (1,14%)  | Eleito     |
| 2014 | Estadual no Pará   | sem coligação                                                                           | PPS          | Deputado estadual | 38.346 (1,11%) | Eleito     |
| 2018 | Estadual no Pará   | Pará ficha limpa (PPS / PRTB / PMN)                                                     | PPS          | Deputado estadual | 54.933 (1,52%) | Eleito     |
| 2020 | Municipal de Belém | Renova Belém (Cidadania / PSDB / DEM / PMN / PV)                                        | Cidadania    | Prefeito          | 58.827 (8,09%) | Não eleito |
| 2022 | Estadual no Pará   | Federação PSDB Cidadania                                                                | Cidadania    | Deputado estadual | 49.411 (1,08%) | Eleito     |
| 2024 | Municipal de Belém | Belém quer mudança de verdade (Republicanos / AGIR / Solidariedade / Avante / PMB / DC) | Republicanos | Prefeito          | 62.271 (7,77%) | Não eleito |